# Apistogramma ortmanni
Apistogramma ortmanni är en fiskart som först beskrevs av Eigenmann 1912.  Apistogramma ortmanni ingår i släktet Apistogramma och familjen Cichlidae. Inga underarter finns listade i Catalogue of Life.